# سوکره (کاوکا)
سوکره (انگلیسی: Sucre, Cauca) نام شهری در کشور کلمبیا است.